# بيبا فونل
بيبا فونل (بالإنجليزية: Pippa Funnell)‏ (و. 1968  م) هي متسابقة الحدث بريطانية، شاركت في الألعاب الأولمبية الصيفية 2004، والفروسية في الألعاب الأولمبية الصيفية 2004 - أحداث الفرق ‏، والفروسية في الألعاب الأولمبية الصيفية 2000 - أحداث الفرق ‏، والألعاب الأولمبية الصيفية 2000، والفروسية في الألعاب الأولمبية الصيفية 2016.

## جوائز
حصلت على جوائز منها:
- عضو رتبة الإمبراطورية البريطانية.

## روابط خارجية
- بيبا فونل على موقع الاتحاد الدولي للفروسية (الإنجليزية)
- بيبا فونل على موقع FEI (رابط بديل) (الإنجليزية)
- بيبا فونل على موقع أوليمبيديا (الإنجليزية)
- بيبا فونل على موقع اللجنة الأولمبية البريطانية (الإنجليزية)